# 226P/Pigott-LINEAR-Kowalski
226P/Pigott-LINEAR-Kowalski, komet Jupiterove obitelji